# Cascades de Agua Azul
La Réserve Spéciale de la Biosphère Cascades de Agua Azul — Agua azul signifie en espagnol « eau bleue » —, dans le Sud du Mexique, est une aire protégée reconnue internationalement. Ses cascades se forment grâce aux affluents des rivières Otulún, Shumuljá y Tulijá, qui serpentent dans de petits canyons peu profonds entre des falaises verticales. C'est le lit calcaire de la rivière Yax-Há qui est à l'origine de la couleur turquoise de l'eau des cascades. Elles se trouvent dans le Nord de l'État de Chiapas, dans la commune de Tumbalá à 64 km de la ville de Palenque.
Le séisme du 7 septembre 2017 provoque une modification importante du cours de la rivière et un quasi tarissement des cascades.

## Galerie

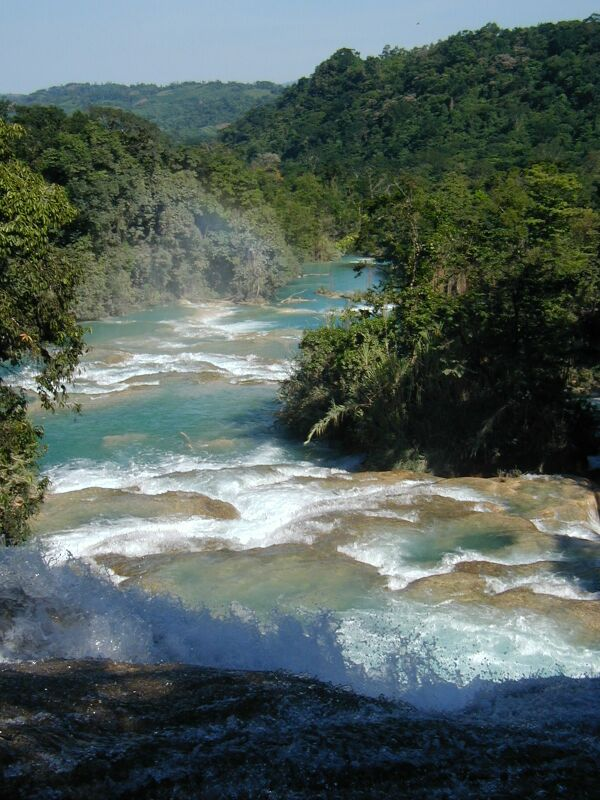
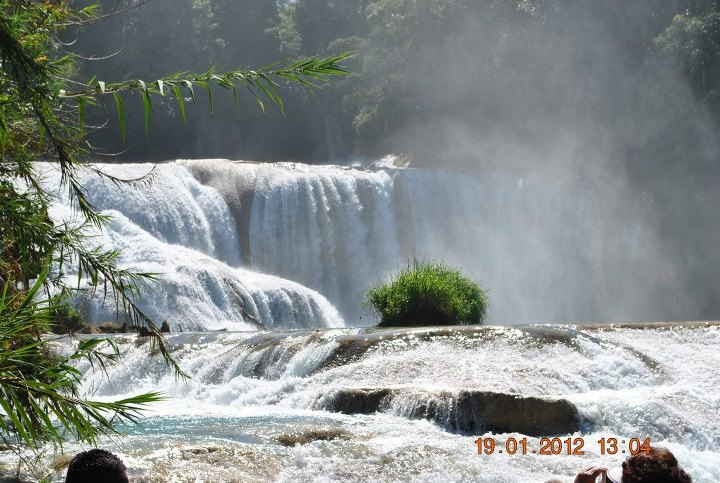
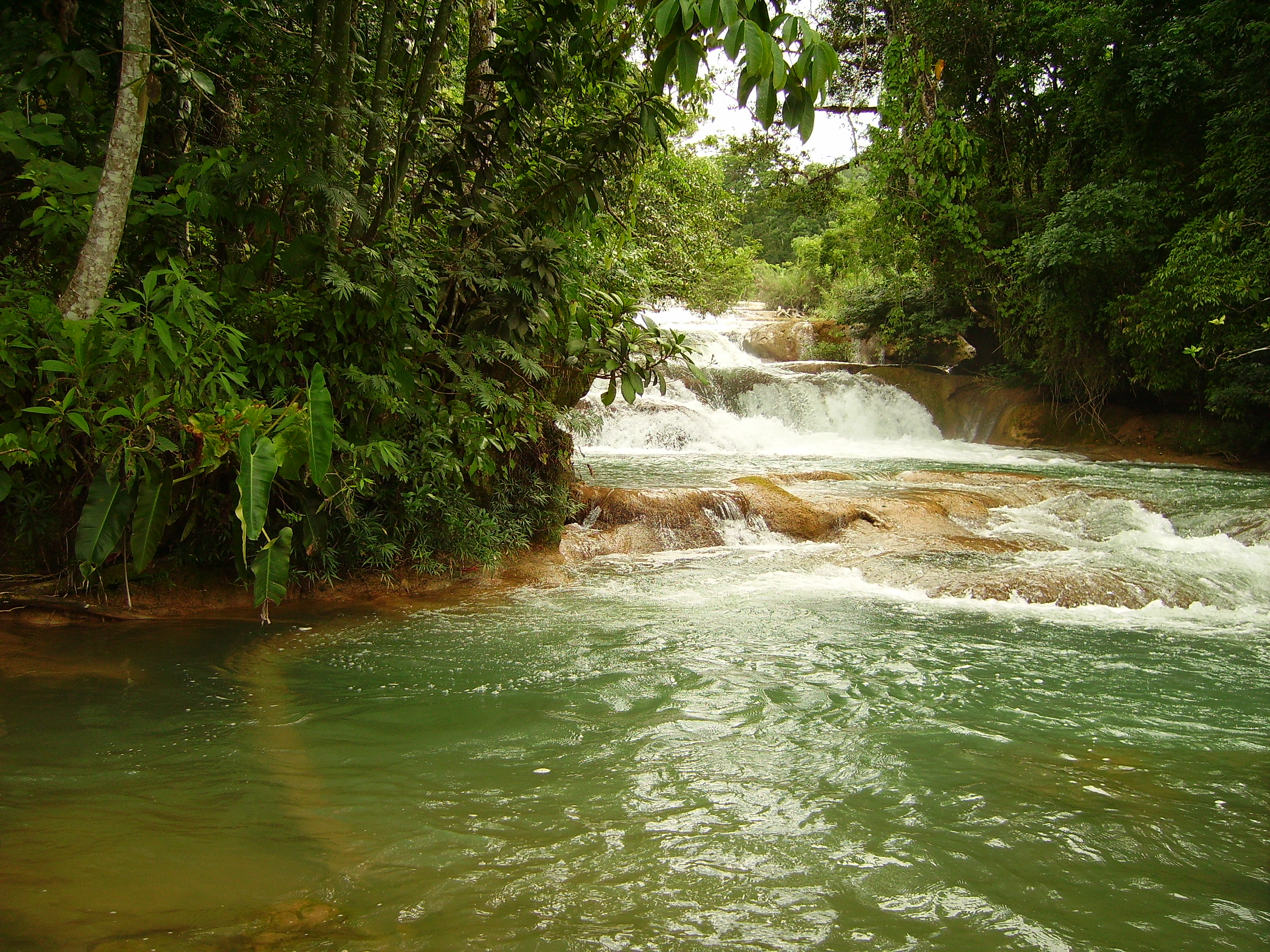